# 루카스 사하
루카스 사하(핀란드어: Luukas Saha, 1998년 7월 7일~)는 핀란드의 유도 선수이다. 2024년 하계 올림픽 남자 하프라이트급에 참가했으며 세계 유도 선수권 대회에서 동메달 1개, 유럽 유도 선수권 대회에서 동메달 1개를 획득했다.